# فيليب واشر
فيليب واشر مواليد 6 أغسطس 1924 في إقليم بروكسل العاصمة - الوفاة 27 نوفمبر 2015 في فلاندرز الغربية، بلجيكا، كان لاعب كرة مضرب بلجيكي بدأ مسيرته كمحترف سنة 1940، اعتزل اللعب في 1961.

## روابط خارجية
- فيليب واشر على موقع رابطة محترفي التنس (الإنجليزية)
- فيليب واشر على موقع الاتحاد الدولي لكرة المضرب (الإنجليزية)
- فيليب واشر على موقع كأس ديفيز (الإنجليزية)
- فيليب واشر على موقع أرشيف التنس.كوم (الإنجليزية)
- فيليب واشر على موقع خلاصة التنس.كوم (الإنجليزية)